# Лидс-Брадфорд (аэропорт)
Международный Аэропорт Лидс-Брадфорд (англ. Leeds Bradford International Airport) (ИАТА: LBA, ИКАО: EGNM) расположен между городами Лидс и Брадфорд в Уэст-Йоркшире, Англия. До мая 2007 года аэропорт был в собственности местных властей, после чего был продан за 145,5 млн фт. ст.
Лидс-Брадфорд обладает публичной лицензией (номер P800), которая разрешает пассажирские перевозки и обучение полётам.

## История

### Начало
Аэропорт был открыт 17 октября 1931 года под названием Муниципальный аэродром Лидс-Брадфорд или под более обычным названием Аэродром Идон и использовался Аэроклубом Йоркшира от имени Leeds and Bradford Corporation. В 1935 аэродром был увеличен на 35 акров, регулярные рейсы начались 8 апреля 1935 года; авиакомпания North Eastern Airways осуществляла рейсы из Лондона (аэродром Хестон) в Ньюкасл-апон-Тайн (Крамлингтон), а затем этот рейс был продлён на Эдинбург (Турнхаус). В июне 1935 года Blackpool and West Coast Air Services открыли рейсы на Остров Мэн. К 1936 году рейсы Лондон/Идон/Ньюкасл/Эдинбург осуществлялись три раза в неделю, а также совершалась посадка в Донкастере и маршрут был продлён до Абердина (Дайс).
В 1936 году в Идоне была сформирована Эскадрилья № 609 вспомогательных сил Королевских ВВС, были открыты сезонные рейсы между Идоном и Ливерпулем. Также началось строительство здания терминала, однако после постройки первой очереди работы были остановлены.

### Вторая мировая война
Гражданская авиация прекратила полёты в Идоне в 1939 году с началом Второй мировой войны; Avro построил к северу от аэродрома новый замаскированный завод, который производил военную авиатехнику; рулёжная дорожка соединила фабрику с аэродромом, и многие самолёты совершали свой первый полёт с аэродрома Идон. Были построены Bristol Blenheim(250), Lancasters(695), Anson (свыше 4,500), York(45) и Lincoln(25).
Аэродром был существенно усовершенствован: построены две взлётно-посадочные полосы, рулёжные дорожки и дополнительные ангары, в результате чего аэродром стал важнейшим испытательным аэродромом для военной авиации.

### 1947—1969
Гражданские рейсы возобновились в 1947 году, в 1953 для управления аэропортом и аэроклубом была создана компания Yeadon Aviation Ltd. Два года спустя, в 1955, открылись рейсы в Белфаст, Джерси, Остенд, Саусенд, остров Уайт и Дюссельдорф.
Регулярные рейсы в Лондон начались в 1960 году, а вскоре после этого открылись рейсы в Дублин. Новая взлётно-посадочная полоса была открыта в 1965, в том же году здание терминала было разрушено пожаром. Новый терминал открылся в 1968 году.

### 1970—1994
В середине 1970-х развитие туризма выходного дня привело к открытию чартерных рейсов; первый чартерный рейс был совершён в 1976 году авиакомпанией Iberian Peninsula.
В 1978 году было принято решение об увеличении взлётно-посадочной полосы. Строительные работы начались в 1982, а закончились в 1984. Кроме увеличения длины взлётно-посадочной полосы под ней был построен тоннель, в котором прошла трасса A658 из Брадфорда в Харрогейт. Аэропорт также модернизировался и перестраивался, первая стадия реконструкции была начата в 1985 году.
В 1980-е авиакомпанией Wardair был открыт трансатлантический рейс в Торонто на Boeing 747.
В 1986 году в аэропорту впервые совершил посадку Concorde, за этим наблюдало 60000 зрителей.
Хотя первоначально аэропорт имел ограничения по операционным часам, они были сняты в 1994 году, и сегодня аэропорт работает круглосуточно.

### С 1995 г. до настоящего времени
Работы по расширению терминала начались в 1996 году, в результате его пропускная способность значительно возросла, появились новые средства обслуживания пассажиров. Пассажирооборот в 2007 году составил около 2.9 млн человек, рост по сравнению с 2000 годом составил 88 %, а по сравнению с 1997 (1.2 млн.) он увеличился более чем вдвое. Значительный вклад в рост пассажирооборота с 2003 года внесла лоу-кост авиакомпания Jet2.com.
С 2000 года аэропорт стал базой для Yorkshire Air Ambulance.
Первая взлётно-посадочная полоса 09/27 была закрыта 6 октября 2005 года, она была переоборудована в рулёжную дорожку, также появилось дополнительное пространство для перрона.
В 2006 году авиакомпания Manx2 возобновила рейс на остров Мэн.
В феврале 2008 открылись рейсы авиакомпании Shaheen Air International в Исламабад, однако уже 30 мая 2008 года они были прекращены.

## Планы развития
В 2004 году аэропорт по рекомендации правительства опубликовал мастер-план развития аэропорта. В документе предусмотрены следующие мероприятия :
- Увеличение здания терминала, открытие новых гейтов, в том числе с телетрапами.
- Новые стоянки самолётов (в настоящее время 19, их количество увеличится до 31).
- Изменение конфигурации взлётно-посадочной полосы (часть работ уже была выполнена). Предусматривается строительство рулёжной дорожки параллельно главной взлётно-посадочной полосе. Эти усовершенствования позволят увеличить пропускную способность с 16 до 25 взлётов-посадок в час.
- Переоборудование аэродрома (в том числе ангары, новый кейтеринг и новое топливозаправочное оборудование).
- Гостиница и офисные площади (первый этап работ завершён).
- Железнодорожная станция на линии от Хорсфорта.
- Новые паркинги.
- Новая автомобильная дорога, соедияющая аэропорт с трассами A65 и A658.

Мастер-план предлагает сценарий развития для Аэропорта Лидс-Брадфорд на последующие 10 лет и определяет общие тенденции на период с 2016 по 2030. По оценке, в 2016 году пассажирооборот аэропорта достигнет 5.1 млн пассажиров в год, кроме того значительно увеличится грузовой трафик.

## История собственности аэропорта
Городские Советы Лидса и Брадфорда совместно приобрели участок для аэропорта в Идоне в 1930 году, Аэродром Идон открылся в 1931.
Аэропорт стал обществом с ограниченной ответственностью в 1987 году, капитал был разделён между пятью округами: Лидс (40 %), Брадфорд (40 %) и Уэйкфилд, Калдердэйл и Кирклис (оставшиеся 20 %).
В октябре 2006 года были подтверждены планы приватизации аэропорта, когда Брадфорд стал последним из пяти владельцев, согласившихся продать аэропорт.
4 апреля 2007 пять Советов объявили, что Bridgepoint Capital был выбран в качестве предпочтительного претендента. 3 мая 2007 Bridgepoint был утверждён в качестве покупателя — окончательная цена составила 145,5 млн фт.ст.
Новые владельцы заявили, что они планируют инвестировать в развитие аэропорта 70 млн фт.ст, основным направлением инвестиций станет улучшение пассажирской и розничной инфраструктуры. Другие задачи — увеличение к 2015 году пассажирооборота до 7 млн в год и открытие 20 новых регулярных рейсов.

## Авиакомпании и направления
Данные авиакомпании выполняют регулярные и чартерные рейсы из аэропорта Лидс-Брадфорд:

## Статистика

### Число пассажиров и движений самолётов
|                                     | Число пассажиров[А] | Движения самолётов[Б] | Суммарное число пассажиров аэропорта 1997-2019 (в миллионах) |
| 1997                                | 1,254,853           | 26,123                |                                                              |
| 1998                                | 1,406,948           | 25,615                |                                                              |
| 1999                                | 1,462,497           | 26,185                |                                                              |
| 2000                                | 1,585,039           | 29,263                |                                                              |
| 2001                                | 1,530,227           | 28,397                |                                                              |
| 2002                                | 1,530,019           | 28,566                |                                                              |
| 2003                                | 2,017,649           | 29,397                |                                                              |
| 2004                                | 2,368,604           | 31,493                |                                                              |
| 2005                                | 2,609,638           | 35,949                |                                                              |
| 2006                                | 2,792,686           | 37,251                |                                                              |
| 2007                                | 2,881,539           | 39,603                |                                                              |
| 2008                                | 2,873,321           | 37,604                |                                                              |
| 2009                                | 2,574,426           | 32,531                |                                                              |
| 2010                                | 2,755,110           | 33,911                |                                                              |
| 2011                                | 2,976,881           | 33,069                |                                                              |
| 2012                                | 2,990,517           | 30,223                |                                                              |
| 2013                                | 3,318,358           | 31,057                |                                                              |
| 2014                                | 3,274,474           | 30,663                |                                                              |
| 2015                                | 3,445,302           | 31,149                |                                                              |
| 2016                                | 3,612,117           | 32,196                |                                                              |
| 2017                                | 4,078,069           | 34,549                |                                                              |
| 2018                                | 4,038,889           | 38,680                |                                                              |
| 2019                                | 3,992,862           | 35,641                |                                                              |
| Ресурс: UK Civil Aviation Authority |                     |                       |                                                              |

А Цифра включает в себя пассажиров как международных, так и внутренних рейсов.
Б Общее число взлётов и приземлений в течение года.

### Направления

##### Самые занятые направления[15]
| Место | Направление       | Всего пассажиров | Изменение 2017 / 18 | Авиаперевозчики              |
| ----- | ----------------- | ---------------- | ------------------- | ---------------------------- |
| 1     | Аликанте          | 317,280          | ▼ 3.4%              | Jet2, Ryanair                |
| 2     | Дублин            | 289,963          | ▼ 2.6%              | Aer Lingus Regional, Ryanair |
| 3     | Малага            | 282,430          | ▼ 2.8%              | Jet2, Ryanair                |
| 4     | Пальма-де-Майорка | 253,567          | ▼ 4.3%              | Jet2, Ryanair, TUI Airways   |
| 5     | Амстердам         | 252,180          | ▲ 4.3%              | Jet2, KLM Cityhopper         |
| 6     | Тенерифе-Южный    | 200,690          | ▼ 5.8%              | Jet2, Ryanair                |
| 7     | Фару              | 197,124          | ▼ 17.9%             | Jet2, Ryanair                |
| 8     | Белфаст-Сити      | 165,858          | ▼ 1.0%              | Flybe                        |
| 9     | Лансароте         | 141,012          | ▲ 3.1%              | Jet2, Ryanair                |
| 10    | Лондон-Хитроу     | 103,706          | ▼ 36.0%             | British Airways              |
| 11    | Ивиса             | 94,053           | ▲ 2.6%              | Jet2, Ryanair,               |
| 12    | Гран-Канария      | 93,472           | ▲ 1.7%              | Jet2, Ryanair                |
| 13    | Краков            | 78,726           | ▲ 5.9%              | Jet2, Ryanair                |
| 14    | Фуэртевентура     | 73,080           | ▲ 5.0%              | Jet2, Ryanair                |
| 15    | Мурсия            | 55,510           | ▲ 19.0%             | Jet2, Ryanair                |
| 16    | Гданьск           | 65,182           | ▼ 1.9%              | Ryanair                      |
| 17    | Даламан           | 63,847           | ▲ 53.5%             | Jet2                         |
| 18    | Анталья           | 60,196           | ▲ 191.5%            | Jet2,                        |
| 19    | Барселона         | 54,732           | ▼ 27.4%             | Jet2, Ryanair                |
| 20    | Мальта            | 54,502           | ▲ 13.8%             | Jet2, Ryanair                |

## Транспорт
Автобусные маршруты связывают аэропорт с Брадфордом, Лидсом, Харрогейтом, Йорком и другими населёнными пунктами региона. National Rail связывает аэропорт по железной дороге вокзалом в Лидсе, кроме того, существует постоянный автобусный маршрут до Лидса под номером 757.
Заказ такси работает в здании терминала.

## Авиакатастрофы и инциденты
27 мая 1985 Lockheed Tristar British Airtours перелетел взлётно-посадочную полосу при приземлении после сильного дождя. Самолёт был эвакуирован с незначительными повреждениями, на борту находилось 14 членов экипажа и 398 пассажиров.
24 мая 1995 Embraer EMB 110 Bandeirante авиакомпании Knight Air, вылетавший в Абердин разбился через три минуты после взлёта, упав на сельскохозяйственные угодья. Все 12 человек на борту погибли. Вероятной причиной катастрофы был отказ одного или обоих авиагоризонтов.
18 мая 2005 Airbus A320, выполнявший чартерный рейс для LTE приземлился на взлётно-посадочной полосе 14 в 400 м за зоной приземления. Из-за сбоев в системе торможения экипаж был вынужден свести самолёт с полосы. Травм не было, однако было сделано семь рекомендаций по безопасности в результате этого инцидента.
Из-за пандемии коронавируса 2019-20 базирующаяся в Лидс-Брадфорде Jet2.com использует стоянки аэропорта как места хранения для своих Boeing 737 и Boeing 757.